# Anaphleps angustipennis
Anaphleps angustipennis är en fjärilsart som beskrevs av Rothschild 1916. Anaphleps angustipennis ingår i släktet Anaphleps och familjen björnspinnare. Inga underarter finns listade i Catalogue of Life.